# Heinz-B. Heller
Heinz-Bernd Heller (* 20. April 1944 in Liegnitz, Provinz Niederschlesien), kurz auch Heinz-B. Heller, ist ein deutscher Medienwissenschaftler.

## Leben
Heinz-Bernd Heller studierte von 1966 bis 1972 in Marburg, Paris und Freiburg  Germanistik, Romanistik, Soziologie und Politologie. 1972 wurde er Wissenschaftlicher Assistent an der TH Karlsruhe und promovierte 1973 an der GH Kassel. Zwischen 1973 und 1984 war Heller als wissenschaftlicher Assistent an der GH Wuppertal tätig, wo er sich 1983 habilitierte. Heller wurde 1987 als Professor für Medienästhetik und Mediengeschichte an die Universität Marburg berufen. Heller nahm Gastprofessuren in Austin/Texas, Kairo und Moskau wahr.

## Schriften (Auswahl)
- Untersuchungen zur Theorie und Praxis des dialektischen Theaters. Brecht und Adamov. Lang, Frankfurt am Main 1975. Zugleich: Dissertation, Gesamthochschule Kassel (Fachbereich Sprache und Literatur) 1975 .
- mit J. Berg, H. Böhme und anderen: Sozialgeschichte der deutschen Literatur von 1918 bis zur Gegenwart. 1981.
- als Hrsg. mit Peter Zimmermann und anderen: Literatur im Wuppertal. Geschichte und Dokumente. Putty, Wuppertal 1981.
- Literarische Intelligenz und Film. Zu Veränderungen der ästhetischen Theorie und Praxis unter dem Eindruck des Films 1910–1930 in Deutschland. Niemeyer, Tübingen 1985. Zugleich: Habilitationsschrift Gesamthochschule Wuppertal 1982.
- als Hrsg. mit Peter Zimmermann: Bilderwelten – Weltbilder. Dokumentarfilm und Fernsehen. 1990. Hitzeroth, Marburg 1990.
- als Hrsg.: Leben aus zweiter Hand? Soziale Phantasie und mediale Erfahrung. 1992.
- als Hrsg. mit Peter Zimmermann: Blicke in die Welt. Reportagen und Magazine des nordwestdeutschen Fernsehens in den 50er und 60er Jahren. UVK-Medien Ölschläger, Konstanz 1995.
- als Hrsg. mit Karl Prümm und B. Peulings: Der Körper im Bild: Schauspielen – Darstellen – Erscheinen. Schüren, Marburg 1999.
- als Hrsg. mit M. Kraus und anderen: Über Bilder sprechen. Positionen und Perspektiven der Medienwissenschaft. Schüren, Marburg 2000.
- mit Matthias Steinle: Filmgenres: Komödie (= Reclams Universal-Bibliothek.) Reclam, 2005.
- als Hrsg. mit B. Röwekamp und M. Steinle: All Quiet on the Genre Front? Zur Praxis und Theorie des Kriegsfilms. 2006.
- als Hrsg. mit A. Krewani und K. Prümm in Kooperation mit Günter Giesenfeld: Augen-Blick. Marburger Hefte zur Medienwissenschaft. 1985 ff.
- als Hrsg. mit A. Dörner und anderen: Medienwissenschaft. Zeitschrift für Rezensionen über Veröffentlichungen zu sämtlichen Medien. 1984 ff.
- als Hrsg. mit Knut Hickethier: Aufblende. Schriften zum Film. 1990 ff.